# CA-351
La CA-351 es una carretera autonómica de Cantabria perteneciente a la Red Local. Tiene su origen en la intersección con la CA-132 en el núcleo de Santillana del Mar y su final en la intersección con la CA-131, en Suances. A lo largo de su recorrido, de 10,1 kilómetros de longitud, atraviesa los núcleos de Ubiarco y Tagle.
La carretera tiene dos carriles, uno para cada sentido de circulación, y una anchura total de 5 m sin arcenes.
La etapa Santander - Santillana del Mar del Camino de Santiago de la Costa tiene dos alternativas para el tramo entre Barreda y Santillana del Mar, una de las cuales transcurre por esta carretera.

## Actuaciones
El IV Plan de Carreteras de Cantabria contempla dentro del programa de mejora de plataforma en Red Local la inversión para ampliación de la plataforma a 6 m sin arcenes. El Gobierno de Cantabria incluyó dicha actuación en el II Plan de Choque de Carreteras 2010-2011 para ser realizado en el primer trimestre de 2010.
El 5 de octubre de 2010 se realizó el anuncio de licitación para el acondicionamiento de esta carretera, junto al de la carretera CA-342 Ongayo - Puente Avíos.

## Recorrido y puntos de interés
| Esquema             | PK  | Sentido Puente Avíos (creciente) | Sentido Puente Avíos (creciente) | Sentido Puente Avíos (creciente) | Sentido Ongayo (decreciente) | Sentido Ongayo (decreciente) | Sentido Ongayo (decreciente) | Incidencias |
| Esquema             | PK  | Velocidad                        | Elemento                         | Salida                           | Salida                       | Elemento                     | Velocidad                    | Incidencias |
| ------------------- | --- | -------------------------------- | -------------------------------- | -------------------------------- | ---------------------------- | ---------------------------- | ---------------------------- | ----------- |
|                     | 0,0 |                                  |                                  | CA-342 PUENTE AVÍOS              | CA-341 HINOJEDO              |                              |                              |             |
| CA-341 TAGLE ONGAYO | 0,0 |                                  |                                  | CA-342 PUENTE AVÍOS              |                              |                              |                              |             |
|                     | 0,9 |                                  |                                  | PUENTE AVÍOS                     | PUENTE AVÍOS                 |                              |                              |             |